# Comuna Ceamurlia de Jos, Tulcea
Ceamurlia de Jos este o comună în județul Tulcea, Dobrogea, România, formată din satele Ceamurlia de Jos (reședința) și Lunca. Are o populație de aproximativ 2160 de locuitori de la recensământul din 2011. Lacul Golovița este situat în sudul comunei.
O parte dintre locuitorii acestei comune sunt aromâni care au fost deportați din Dobrogea de Sud, unde s-au stabilit din Balcanii de Sud în timpul stăpânirii regale românești a regiunii, după ce aceasta a fost cedată înapoi Bulgariei în 1940 conform prevederilor Tratatului de la Craiova. 

## Demografie
Componența etnică a comunei Ceamurlia de Jos
     Români (92,37%)
     Alte etnii (0,71%)
     Necunoscută (6,93%)
Componența confesională a comunei Ceamurlia de Jos
     Ortodocși (92,18%)
     Alte religii (0,8%)
     Necunoscută (7,02%)
Conform recensământului efectuat în 2021, populația comunei Ceamurlia de Jos se ridică la 2.122 de locuitori, în scădere față de recensământul anterior din 2011, când fuseseră înregistrați 2.163 de locuitori. Majoritatea locuitorilor sunt români (92,37%), iar pentru 6,93% nu se cunoaște apartenența etnică. Din punct de vedere confesional, majoritatea locuitorilor sunt ortodocși (92,18%), iar pentru 7,02% nu se cunoaște apartenența confesională.

## Politică și administrație
Comuna Ceamurlia de Jos este administrată de un primar și un consiliu local compus din 11 consilieri. Primarul, Dumitru Stan[*], de la Partidul Social Democrat, este în funcție din octombrie 2020. Începând cu alegerile locale din 2024, consiliul local are următoarea componență pe partide politice:
|  | Partid                          | Consilieri | Componența Consiliului | Componența Consiliului | Componența Consiliului | Componența Consiliului | Componența Consiliului |
|  | ------------------------------- | ---------- | ---------------------- | ---------------------- | ---------------------- | ---------------------- | ---------------------- |
|  | Partidul Social Democrat        | 5          |                        |                        |                        |                        |                        |
|  | Partidul Național Liberal       | 5          |                        |                        |                        |                        |                        |
|  | Alianța pentru Unirea Românilor | 1          |                        |                        |                        |                        |                        |